# ちょこっとアイドル育成バラエティ スタート・スター
『ちょこっとアイドル育成バラエティ スタート・スター』（ちょこっとアイドルいくせいバラエティ スタート・スター）は、テレビ東京で2012年11月5日から2013年3月26日まで毎週火曜日（開始当初は月曜日）深夜に放送されていたバラエティ番組である。

## 概要
芸能プロダクション社長とそのマネージャーという設定のオードリーの2人がMCとなり、ゲストと共に課題をクリアさせながら新人アイドルたちを育てていくという、アイドル育成バラエティ番組である。
2012年11月5日(月曜日)26時50分にスタートし、2013年1月からに火曜25時40分に移行した。なお、火曜26時10分からは「オードリーの神アプリ@新世紀-UP DATE-」が放送しているため、オードリー司会のバラエティ番組が2番組続くことになる。

## 出演者

### MC
- オードリー（春日俊彰・若林正恭）（かすが としあき・わかばやし まさやす）

### アイドル
- 城所葵（きどころ あおい）
- 岸谷優希（きしたに ゆうき）
- 錦織めぐみ（にしきおり めぐみ）

### 芸人
- U字工事(ゆうじこうじ)
- ベイビーギャング
- レイザーラモンRG（レイザーラモンあーるじー）
- ヒカリゴケ
- ラバーガール
- ハマカーン
- Hi-Hi（ハイハイ）
- カナリア
- ラブレターズ

### 過去のゲスト出演者
- スパローズ（森田悟・大和一孝）（もりた さとる・やまと かずたか）
- 戸島花（とじま はな）
- ムートン伊藤（ムートンいとう）
- 手島優（てじま ゆう）
- 中村愛（なかむら あい）
- 高橋ひかる（たかはしひかる）
- 城戸葵
- 涼城えみ
- 井村さき
- アイシス
- 三田寺理紗
- 凛奈
- 岸明日香
- 日野麻衣
- 桜ゆりか
- ぱすぽ☆
- 渡辺えいみ
- 西森寛奈
- 竹内今日子
- ケイテリン・ジルソン
- アリス十番
- 天童なこ
- はるか

### その他の出演者
- 椎名陽（しいな はる）
- 早海茉莉（はやみ まり）